# Appel de Stockholm
L'appel de Stockholm est une pétition contre l'arme nucléaire lancée depuis Stockholm le 19 mars 1950. L'appel intervient dans le cadre de la guerre froide au moment où des membres du Parti communiste ou des intellectuels proches lancent un certain nombre de mouvements et d'initiatives en faveur du pacifisme.

## Contexte

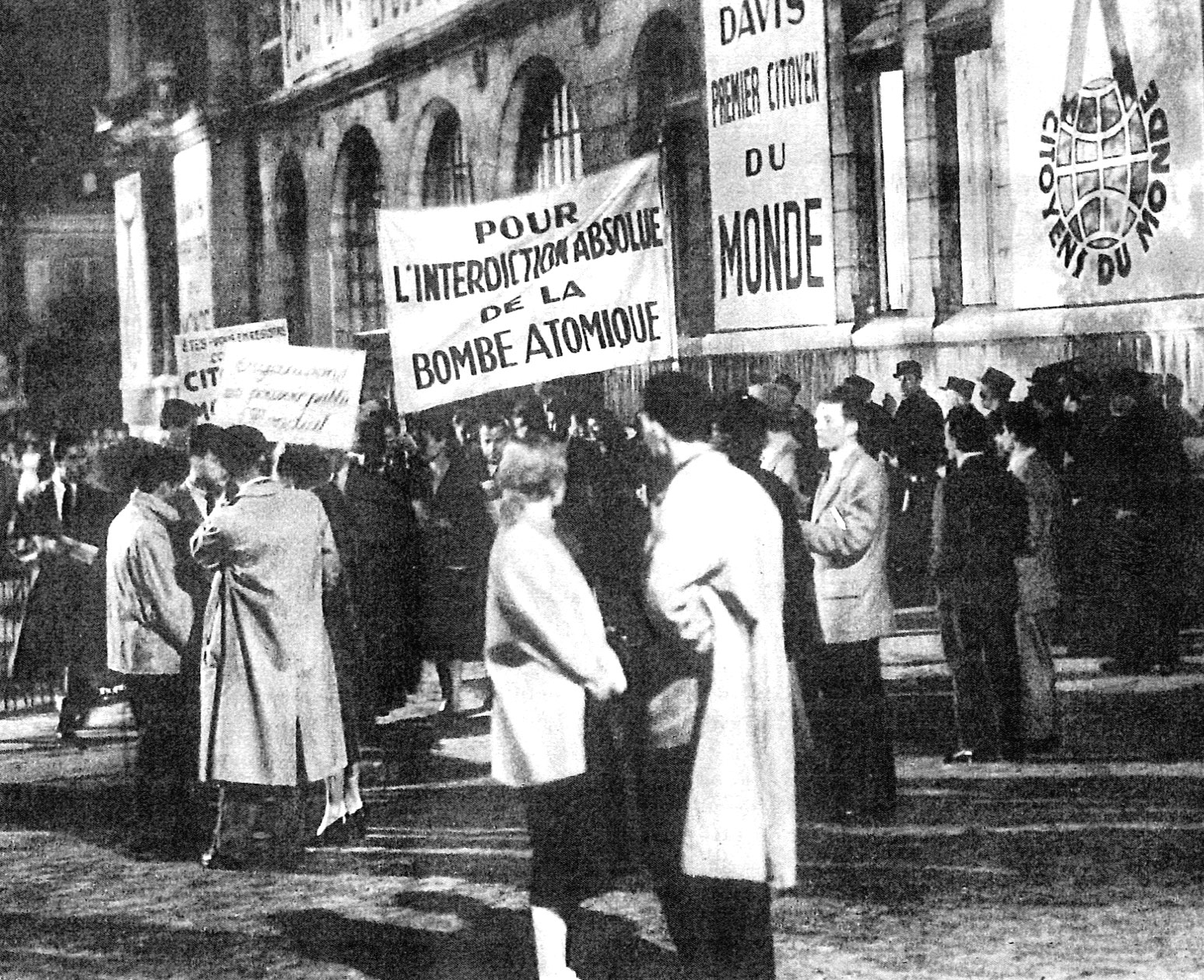
Références à l'appel de Stockholm dans le film Avant le déluge (1954).

Après les États-Unis qui ont rendu public leur programme d'armement nucléaire puis bombardé Hiroshima et Nagasaki en 1945, l'Union soviétique fait exploser sa première bombe atomique expérimentale RDS-1 le 29 août 1949, mais reste loin derrière  les États-Unis pour le nombre de vecteurs, et peine à établir la parité.
Dans ce contexte naît le Mouvement mondial des partisans de la paix — d'inspiration communiste —, animé en France par des intellectuels engagés aux côtés du Parti communiste français, comme Frédéric Joliot-Curie, Jean Orcel, Louis Aragon, Jean Bruller ou Pablo Picasso, dénonçant le risque de guerre atomique généré, selon eux, par l'armement nucléaire des « pays impérialistes ».
Cette dénonciation prend une dimension exceptionnelle lorsque le Comité du Congrès mondial des partisans de la paix (réuni à Stockholm) lance, le 19 mars 1950, « l'appel de Stockholm » qui exige notamment « l'interdiction absolue de l'arme atomique ».
Alors que la « guerre froide » devient « chaude » avec la guerre de Corée (le 25 juin), cette campagne rencontre un véritable succès populaire, recueillant officiellement 15 millions de signatures (plus vraisemblablement une dizaine de millions) en France. Dans le monde, le Mouvement revendique plus de 500 millions de signatures, chiffre gonflé par le comptage systématique de l'ensemble des populations du bloc de l'Est. Pour l'historien Pierre Milza, ces chiffres sont « totalement incontrôlables et de toute évidence hautement fantaisistes ».
Malgré le zèle des militants communistes, ce mouvement d'opinion ne se transforme pas en organisation de masse durable.

## Contenu de l'appel
« APPEL

Nous exigeons l'interdiction absolue de l'arme atomique, arme d'épouvante et d'extermination massive des populations.

Nous exigeons l'établissement d'un rigoureux contrôle international pour assurer l'application de cette mesure d'interdiction.

Nous considérons que le gouvernement qui, le premier, utiliserait, contre n'importe quel pays, l'arme atomique, commettrait un crime contre l'humanité et serait à traiter comme criminel de guerre.

Nous appelons tous les hommes de bonne volonté dans le monde à signer cet appel. »

— Stockholm, 19 mars 1950

## Critiques
Des représentants du neutralisme issus de la gauche non communiste tels que Claude Bourdet ou Maurice Lacroix refuseront de signer l'Appel. Hubert Beuve-Méry écrit ainsi dans Le Monde : 

« L'Appel de Stockholm... est une arme de guerre froide. Et nous nous refusons à le signer parce que, précisément, nous sommes pour la paix... Serviteurs de la dictature stalinienne, les signataires de l'Appel de Stockholm doivent être partout dénoncés. »

## Quelques signataires
- Frédéric Joliot-Curie (premier signataire)
- Jorge Amado, Louis Aragon, Pierre Benoit, Marcel Carné, Marc Chagall, Dimitri Chostakovitch, Duke Ellington, Ilya Ehrenbourg, Robert Lamoureux, Thomas Mann, Yves Montand, Pablo Neruda, Noël-Noël, Pablo Picasso, Simone Signoret, Michel Simon[6]
- Gérard Philipe, Maurice Chevalier, Pierre Renoir, Jacques Prévert, Armand Salacrou, Henri Wallon, Édith Piaf[7], Tony Murena[7], Émile Carrara[7]
- Jacques Chirac[8], Jacques Friedmann, Lionel Jospin

## Opposants
- Paix et Liberté